# Fiona Apple
Fiona Apple, właśc. Fiona Apple McAfee-Maggart (ur. 13 września 1977 w Nowym Jorku) – amerykańska wokalistka, kompozytorka oraz autorka tekstów, tworząca muzykę z pogranicza piano rocka, swingu oraz jazz.

## Kariera
Swą pierwszą płytę Tidal stworzyła jako szesnastolatka, a wydała w roku 1996. Płyta sprzedana w wielomilionowym nakładzie zdobyła status potrójnej platynowej płyty w Stanach Zjednoczonych. Teledysk do piosenki „Sleep to Dream” uzyskał nagrodę MTV w kategorii „Najlepsze wideo nowego artysty”, w trakcie zaś jej odbioru w 1997 roku artystka, nie przebierając w słowach, skrytykowała zarówno samą nagrodę, jak i styl życia, jaki prezentuje MTV.
Płyta When the Pawn… akcentuje odejście Fiony Apple od stylistyki pop w stronę form trudniejszych zarówno muzycznie, jak i tekstowo. Bogate aranżacje oparte na jazzowej sekcji rytmicznej oraz leksykalnie wyrafinowane teksty (nawet anglojęzyczni odbiorcy narzekali, że można je zrozumieć jedynie przy pomocy dobrego słownika) sprawiły, że płyta sprzedawała się gorzej, jednak podobnie jak pierwsza uzyskała status platynowej (ponad milion egzemplarzy w USA).
Trzeci album artystki, Extraordinary Machine, formalnie powstał w 2002, jednak wydany został w 2005 roku. Stało się tak za przyczyną konfliktu wokalistki z wytwórnią Sony. Obie strony zgodziły się na rearanżację płyty (oryginalnie producentem był Jon Brion), jednak ostateczną wersję widziały zupełnie odmiennie. Fani artystki, którzy dowiedzieli się o wstrzymaniu wydania gotowej płyty zorganizowali bezprecedensową akcję polegającą na wysyłaniu wytwórni gadżetów kojarzących się z jabłkiem (ang. apple). Wstępna wersja płyty przedostała się też nielegalnie do internetu i w systemach p2p krążyła pomiędzy fanami, a nawet bywała prezentowana w małych rozgłośniach radiowych. Ostatecznie wytwórnia zgodziła się na wydanie albumu z większością nowych aranżacji opracowanych przez Mike’a Elizondo, a sam album, dynamiczny i niezwykle zróżnicowany brzmieniowo, pojawił się w sklepach 4 października 2005.
18 czerwca 2012 ukazał się kolejny studyjny album Fiony Apple, zatytułowany The Idler Wheel Is Wiser Than the Driver of the Screw and Whipping Cords Will Serve You More Than Ropes Will Ever Do.

## Dyskografia
- Tidal (1996)
- When the Pawn... (1999)
- Extraordinary Machine (2005)
- iTunes Originals – Fiona Apple (2006)
- The Idler Wheel Is Wiser Than the Driver of the Screw and Whipping Cords Will Serve You More Than Ropes Will Ever Do (2012)
- Fetch the Bolt Cutters (2020)

## Utwory nagrane na potrzeby ścieżek dźwiękowych do filmów (wybór)
- Miasteczko Pleasantville (1998), reż. Gary Ross – covery piosenek „Across the Universe” (The Beatles) i „Please Send Me Someone to Love” (Percy Mayfield) zostały zamieszczone na albumie ze ścieżką dźwiękową, pierwsza z nich pojawia się także w filmie
- Miasteczko Halloween (oryg. The Nightmare Before Christmas, 1993), reż. Henry Selick – cover piosenki „Sally's Song” (Catherine O’Hara) został zawarty na wydanym w 2006 roku specjalnym wydaniu albumu ze ścieżką dźwiękową, nie pojawia się jednak w filmie
- This Is 40 (2012), reż. Judd Apatow – niepublikowana wcześniej piosenka „Dull Tool” znajdzie się na albumie ze ścieżką dźwiękową[4]

## Nagrody i nominacje
nagrody
- 1997 MTV Video Music Award za teledysk „Sleep to Dream”, w kategorii „Best New Artist” (najlepszy debiutujący artysta)[5]
- 1998 Nagroda Grammy za piosenkę „Criminal”, w kategorii „Best Female Rock Vocal Performance” (najlepsze żeńskie rockowe wykonanie wokalne)[6]
- 1998 MTV Video Music Award dla Harris Savides za teledysk „Criminal” w kategorii „Best Cinematography”[5][7], czyli za najlepsze zdjęcia – ich autorem był Harris Savides
- 2021 Nagroda Grammy za album Fetch The Bolt Cutters w kategorii „Best Alternative Rock Album” (najlepszy alternatywny album rockowy)[8]
- 2021 Nagroda Grammy za piosenkę „Shameika” w kategorii „Best Rock Performance” (najlepsze wykonanie rockowe)[8]

nominacje
- 1998 nominacja do Nagrody Grammy w kategorii „Best New Artist” (najlepszy debiutujący artysta)[9][10][11]
- 1998 nominacja do Nagrody Grammy za piosenkę „Criminal”, w kategorii „Best Rock Song” (najlepsza piosenka rockowa)[9][11]
- 1998 nominacja do MTV Video Music Awards za teledysk „Criminal”, w kategorii „Best Female Video” (najlepszy żeński teledysk)[7]
- 2001 nominacja do Nagrody Grammy za album When the Pawn…, w kategorii „Best Alternative Music Album” (najlepszy album muzyki alternatywnej)[12]
- 2001 nominacja do Nagrody Grammy za piosenkę „Paper Bag”, w kategorii „Best Female Rock Vocal Performance” (najlepsze żeńskie rockowe wykonanie wokalne)[13]
- 2003 nominacja do Nagrody Grammy za piosenkę „Bridge Over Troubled Water”, w kategorii „Best Country Collaboration with Vocals” (najlepsza współpraca wokalna country) – wspólnie z Johnnym Cashem[14]
- 2006 nominacja do Nagrody Grammy za album Extraordinary Machine, w kategorii „Best Pop Vocal Album” (najlepszy wokalny album popowy)[15]
- 2021 nominacja do Nagrody Grammy za piosenkę „Shameika” w kategorii „Best Rock Song” (najlepsza piosenka rockowa)[8]